# Каскад ГЭС на Паране
Каскад ГЭС на Паране — один из крупнейших в мире каскадов гидроэлектростанций на реке Парана, гидропотенциал которой превосходит 20 ГВт, располагается в нескольких странах — Парагвае, Аргентине и Бразилии.
Включает в себя Итайпу (14 000 МВт) — вторую в мире по установленной электрической мощности гидроэлектростанцию, а также ГЭС Ясирета (3200 МВт), Порто Примавера (1540 МВт), Илья-Солтейра (3444 МВт) и  Суза Диаса (ранее ГЭС Жупия, 1551 МВт). Всего в бассейне реки построено или проектируется более 30 крупных плотин.